# Hrvatski nogometni kup
Hrvatski nogometni kup, iz sponzorskih razloga SuperSport Hrvatski nogometni kup, nogometno je natjecanje u Hrvatskoj koje se održava svake godine.

## Format natjecanja
U kupu se natječe 48 klubova:
- 16 najbolje rangiranih prema koeficijentu HNS-a u prošlih pet sezona
- 21 pobjednik županijskog kupa koje organiziraju županijski nogometni savezi
- 11 poraženih u finalu županijskog kupa (iz županija s najviše registriranih nogometnih klubova)

32 kluba koja su se kvalificirala kroz županijske kupove igraju u pretkolu kupa, dok preostalih 16 čeka pobjednike u šesnaestini finala.
U završnom dijelu Hrvatskog kupa sudjeluje 16 klubova najboljih po koeficijentu uspješnosti u natjecanju u zadnjih pet godina, 21 osvajač Županijskog kupa i 11 finalista iz županijskih saveza s najvećim brojem registriranih nogometnih klubova (pravilnik koji preferira kvantitetu umjesto kvalitete).
Kup se igra na pretkolo, šesnaestinu finala, osminu finala, četvrtfinale, polufinale i finale.  Domaćin je u pravilu slabija ekipa po koeficijentu. U četvrtfinalu i polufinalu parovi se određuju izvlačenjem ždrijeba neovisno o jačini koeficijenta klubova. Osvajač kupa osvaja trofej "Rabuzinovo sunce" i ulazak u drugo pretkolo UEFA Europske lige.

## Pobjednici i finalisti

### Banovina Hrvatska
Natjecanje koje se zvalo "Hrvatski cup", a u biti je bilo kup Hrvatskoga nogometnog saveza, nije bilo ograničeno ozemljem Banovine Hrvatske.
- 1940./41.: nije dovršeno – došlo se do polufinala. Natjecanje za kup je prekinuto u veljači, jer je počeo drugi dio hrvatskog prvenstva. Završetkom prvenstva krajem ožujka, trebalo se nastaviti s natjecanjem za kup, ali su Osovinska invazija na Kraljevinu Jugoslaviju i njezina vrlo brza propast poremetili planirana športska natjecanja.[3]

### Nezavisna Država Hrvatska
| sezona | mjesto odigravanja | pobjednik        | rezultat finala | finalist         |
| ------ | ------------------ | ---------------- | --------------- | ---------------- |
| 1941.  | Zagreb             | Građanski Zagreb | 2:2, 6:2        | Concordia Zagreb |

### Republika Hrvatska
| sezona    | mjesto odigravanja | pobjednik      | rezultat finala       | finalist                 |
| --------- | ------------------ | -------------- | --------------------- | ------------------------ |
| 1992.     | Zaprešić Zagreb    | INKER Zaprešić | 1:1, 1:0              | HAŠK Građanski Zagreb    |
| 1992./93. | Split Zagreb       | Hajduk Split   | 4:1, 1:2              | Croatia Zagreb           |
| 1993./94. | Zagreb Rijeka      | Croatia Zagreb | 2:0, 0:1              | Rijeka                   |
| 1994./95. | Split Zagreb       | Hajduk Split   | 3:2, 1:0              | Croatia Zagreb           |
| 1995./96. | Varaždin Zagreb    | Croatia Zagreb | 2:0, 1:0              | Varteks Varaždin         |
| 1996./97. | Zagreb             | Croatia Zagreb | 2:1                   | Zagreb                   |
| 1997./98. | Varaždin Zagreb    | Croatia Zagreb | 1:0, 2:1              | Varteks Varaždin         |
| 1998./99. | Zagreb             | Osijek         | 2:1                   | Cibalia Vinkovci         |
| 1999./00. | Split Zagreb       | Hajduk Split   | 2:0, 0:1              | Dinamo Zagreb            |
| 2000./01. | Split Zagreb       | Dinamo Zagreb  | 2:0, 1:0              | Hajduk Split             |
| 2001./02. | Zagreb Varaždin    | Dinamo Zagreb  | 1:1, 1:0              | Varteks Varaždin         |
| 2002./03. | Pula Split         | Hajduk Split   | 1:0, 4:0              | Uljanik Pula             |
| 2003./04. | Varaždin Zagreb    | Dinamo Zagreb  | 1:1, 0:0 (gg)         | Varteks Varaždin         |
| 2004./05. | Rijeka Split       | Rijeka         | 2:1, 1:0              | Hajduk Split             |
| 2005./06. | Rijeka Varaždin    | Rijeka         | 4:0, 1:5 (gg)         | Varteks Varaždin         |
| 2006./07. | Zagreb Koprivnica  | Dinamo Zagreb  | 1:0, 1:1              | Slaven Belupo Koprivnica |
| 2007./08. | Zagreb Split       | Dinamo Zagreb  | 3:0, 0:0              | Hajduk Split             |
| 2008./09. | Zagreb Split       | Dinamo Zagreb  | 3:0, 0:3; (5:4, 11 m) | Hajduk Split             |
| 2009./10. | Split Šibenik      | Hajduk Split   | 2:1, 2:0              | Šibenik                  |
| 2010./11. | Zagreb Varaždin    | Dinamo Zagreb  | 5:1, 3:1              | Varaždin                 |
| 2011./12. | Osijek Zagreb      | Dinamo Zagreb  | 0:0, 3:1              | Osijek                   |
| 2012./13. | Split Zagreb       | Hajduk Split   | 2:1, 3:3              | Lokomotiva Zagreb        |
| 2013./14. | Zagreb Rijeka      | Rijeka         | 1:0, 2:0              | Dinamo Zagreb            |
| 2014./15. | Zagreb             | Dinamo Zagreb  | 0:0; (4:2, 11 m)      | Split                    |
| 2015./16. | Osijek             | Dinamo Zagreb  | 2:1                   | Slaven Belupo Koprivnica |
| 2016./17. | Varaždin           | Rijeka         | 3:1                   | Dinamo Zagreb            |
| 2017./18. | Vinkovci           | Dinamo Zagreb  | 1:0                   | Hajduk Split             |
| 2018./19. | Pula               | Rijeka         | 3:1                   | Dinamo Zagreb            |
| 2019./20. | Šibenik            | Rijeka         | 1:0                   | Lokomotiva Zagreb        |
| 2020./21. | Velika Gorica      | Dinamo Zagreb  | 6:3                   | Istra 1961 Pula          |
| 2021./22. | Split              | Hajduk Split   | 3:1                   | Rijeka                   |
| 2022./23. | Rijeka             | Hajduk Split   | 2:0                   | Šibenik                  |
| 2023./24. | Rijeka Zagreb      | Dinamo Zagreb  | 0:0, 3:1              | Rijeka                   |
| 2024./25. | Koprivnica Rijeka  | Rijeka         | 1:1, 1:0              | Slaven Belupo Koprivnica |

### Uspješnost klubova u finalima
| Klub                                    | Pobjednik | Finalist                                                                | Ukupno finala |
| Republika Hrvatska                      | |                                                                         |               |
| Dinamo Zagreb (HAŠK Građanski, Croatia) | 1993./94., 1995./96., 1996./97., 1997./98., 2000./01., 2001./02., 2003./04., 2006./07., 2007./08., 2008./09., 2010./11., 2011./12., 2014./15., 2015./16., 2017./18., 2020./21., 2023./24. | 1992., 1992./93., 1994./95., 1999./00., 2013./14., 2016./17., 2018./19. | 24            |
| Hajduk Split                            | 1992./93., 1994./95., 1999./00., 2002./03., 2009./10., 2012./13., 2021./22., 2022./23. | 2000./01., 2004./05., 2007./08., 2008./09., 2017./18.                   | 13            |
| Rijeka                                  | 2004./05., 2005./06., 2013./14., 2016./17., 2018./19., 2019./20., 2024./25. | 1993./94., 2021./22., 2023./24.                                         | 10            |
| Osijek                                  | 1998./99. | 2011./12.                                                               | 2             |
| Inter Zaprešić (INKER)                  | 1992. |                                                                         | 1             |
| Varaždin (Varteks)                      | | 1995./96., 1997./98., 2001./02., 2003./04., 2005./06., 2010./11.        | 6             |
| Slaven Belupo Koprivnica                | | 2006./07., 2015./16., 2024./25.                                         | 3             |
| Lokomotiva Zagreb                       | | 2012./13., 2019./20.                                                    | 2             |
| Istra 1961 Pula (Uljanik)               | | 2002./03., 2020./21.                                                    | 2             |
| Šibenik                                 | | 2009./10., 2022./23.                                                    | 2             |
| Zagreb                                  | | 1996./97.                                                               | 1             |
| Cibalia Vinkovci                        | | 1998./99.                                                               | 1             |
| Split                                   | | 2014./15.                                                               | 1             |
|                                         | |                                                                         |               |
| Nezavisna Država Hrvatska               | |                                                                         |               |
| Građanski Zagreb                        | 1941. |                                                                         | 1             |
| Concordia Zagreb                        | | 1941.                                                                   | 1             |

## Unutrašnje poveznice
- Prvenstvo Hrvatske u nogometu
- Prva hrvatska nogometna liga
- Superkup Hrvatske u nogometu
- Nogomet u Hrvatskoj

## Vanjske poveznice
- Udruga profesionalnih klubova prve Hrvatske nogometne lige
- hrnogomet.com, Hrvatski nogometni kup